# Heliga Treenighetens grekisk-ortodoxa kyrka, Sioux City
Heliga Treenighetens grekisk-ortodoxa kyrka (engelska: Holy Trinity Greek Orthodox Church; grekiska: Ελληνική Ορθόδοξη Εκκλησία Αγίας Τριάδας) är en grekisk-ortodox kyrkobyggnad belägen i orten Sioux City, i delstaten Iowa i centrala Mellanvästern, i USA.
Kyrkan är helgad åt Treenigheten och är den äldsta och största östortodoxa kyrkan i Iowa.

## Historia
Grundstenen till Heliga Treenighetens grekisk-ortodoxa kyrka i Sioux City lades under våren 1925 och kyrkan invigdes den 4 oktober 1925. Den byggdes enligt ritningar av arkitekt William L. Steele.  
I februari 1996 förstördes kyrkans insida av en brand.  
Under renoveringen deltog arkitekt Christ Kamages från San Francisco, ikonografen Elias Damianakis från Florida och träsnidaren Steve Kavroulakis från Kreta, Grekland. De designade och byggde bland annat ett nytt altare och en ikonostas. Metropolit Iakovos av Krinis återinvigde kyrkan i juni 1999.
Sedan 1998 har kyrkan varit listad på National Register of Historic Places.